# Храм Покрова Пресвятой Богородицы (Климово)
Храм Покрова Пресвятой Богородицы — деревянный православный храм в селе Климово Ибресинского района Чувашии. Церковь однопрестольная, с пятью главами. Колокольня четырёхъярусная.

## История

### 1904—1936
Климовская сретенская церковь была открыта в 1904 году. Ранее 4 мая 1890 года в селе Климово была открыта Климовская школа грамоты (церковно-приходская школа). В церкви было 5 колоколов. Самый большой колокол весил 27 пудов.
В 1904 году в селе была построена церковь Сретения Господня. До 1930-х годов в церкви служил иерей Алексий Краснов. В 30-е годы настоятелем был иерей Трофим Васильевич Фролов.

### 1936—1993
В 1936 году священные службы в церкви прекратились. В 1937 году эта церковь была закрыта, и бывшее здание церкви использовалась как зернохранилище. Затем здание было преобразовано под школу.
В годы Великой Отечественной войны в одной части здания разместили общежитие летчиков Ибресинской авиашколы.
В 1992 году в с. Климово завершилось строительство нового здания школы и открыта средняя общеобразовательная школа. Здание было передано Русской православной церкви.

### 1993—2010
4 сентября 1993 года храм был освящен архиепископом Варнавой в честь Покрова Пресвятой Богородицы. В 1994 году снова открылась церковь.
В возобновлении богослужений в церкви принял участие Михаил Трофимович Бронников. С 1993 года (со дня открытия храма), до своей смерти (по 1998 год) он был старостой Климовской церкви. В дальнейшем старостой был Петр Никитич Никитин.
В первые годы в церкви службы проводили в середине недели настоятели Ибресинской и Канашской церквей. Прихожанами церкви являются жители села Климово и близлежащих деревень: Алшихово, Мерезень, Тойси-Паразуси.
Настоятель церкви — Пантелеймон Николаевич Пегасов родился в 1969 году в деревне Микши-Энзей (в 2-х километрах от села Хыркасы) Чебоксарского района. В 1987 году в Хыркасинской средней школе получил аттестат о среднем образовании. В 1987—1989 годах проходил службы в Вооруженных Силах СССР — в 76-й воздушно-десантной дивизии г. Псков. В 1990 году по рекомендации архиепископа Варнавы поступил в Московскую духовную семинарию, успешно выдержав вступительные экзамены. 5 марта 1995 года выпускник Московской духовной семинарии — иерей Пантелеймон Николаевич Пегасов был направлен в Климовский храм настоятелем.
14 октября 2004 года климовцы отпраздновали 100-летие церкви (здание не было разрушено, нынешний храм стоит на том же фундаменте, при реконструкции использовались те же бревна).
Торжественная служба прошла при участии настоятелей приходов Ибресинского района: игумена Силуана (церковь иконы Божией Матери села Хормалы), протоиерея Петра (церковь Святого Николая п. Ибреси), иерея Леонида (церковь Святой Троицы села Малые Кармалы) и священнослужителя Свято-Тихвинского женского монастыря г. Цивильск иерея Алексия.
Вначале был отслужен водосвятный (малое освящение воды) молебен. В 8 часов утра началась Божественная Литургия. Литургия завершилась Крестным Ходом со старинной иконой Покрова Пресвятой Богородицы (XVIII век). С 2004 года совершение Крестного хода в престольный праздник вновь стало традицией.
В 2005 году, как и в предыдущий год, 14 октября, совершили Крестный ход по селу Климово. Отцу Пантелеймону совершить велико-праздничную службу помогали настоятели Хормалинской и Малокармалинской церквей (иереи Алексий и Леонид).
Служба в Климовской церкви Покрова Пресвятой Богородицы проходит еженедельно. Всенощное бдение начинается в 16 часов (суббота), Литургия собирает прихожан в 8 часов (воскресенье). В великие праздники служба совершается в такое же время.